# Rio Canaticu
Rio Canaticu är ett vattendrag i Brasilien.   Det ligger i delstaten Pará, i den nordöstra delen av landet, 1 600 km norr om huvudstaden Brasília.
Runt Rio Canaticu är det glesbefolkat, med 14 invånare per kvadratkilometer.